# مصاصر
مصاصر هي مدينة أثرية قديمة كانت تقع ضمن حدود مملكة أورارتو، يشهد على وجودها النصوص الآشورية التي تعود إلى القرنين التاسع والثامن قبل الميلاد. استحوذ عليها الملك إشبويني [الإنجليزية] حوالي 800 قبل الميلاد (انظر مسلة كله شين). كان الإله خالدي هو حارس المدينة.
موقع المدينة غير معروف على وجه اليقين، على الرغم من وجود عدد من الفرضيات التي ترجح أنها تقع ضمن إحداثيات 36 درجة شمالاً و 46 درجة شرقاً في زاغروس جنوب بحيرة أورميا. حدد العالم فرانسوا ثورو-دانجين موقعها مبدئيًا على بعد 10 كم إلى الغرب من مدينة طوبزاوه في شمال العراق، ووفقًا لرضا حيدري وهو عالم آثار من "منظمة التراث الثقافي والسياحة" في محافظة أذربيجان الغربية فإن مدينة ربط في إيران والوقعة بالقرب من سردشت هي موقع مصاصر، في حين ادعى العالم لينش أن مصاصر قريبة من بلدة روانديز الحديثة في كردستان العراق.
وفقًا لبول زيمانسكي ، فإن الأورارتيين - أو على الأقل العائلة المالكة - ربما انتقلوا من مصاصرإلى الشمال الغربي إلى منطقة بحيرة وان.